# Geografia del Niger

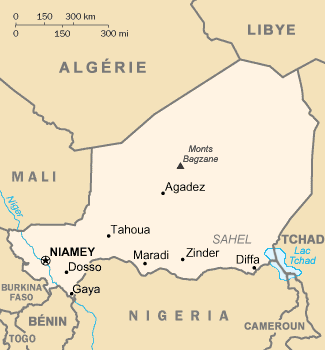
Mappa del Niger.

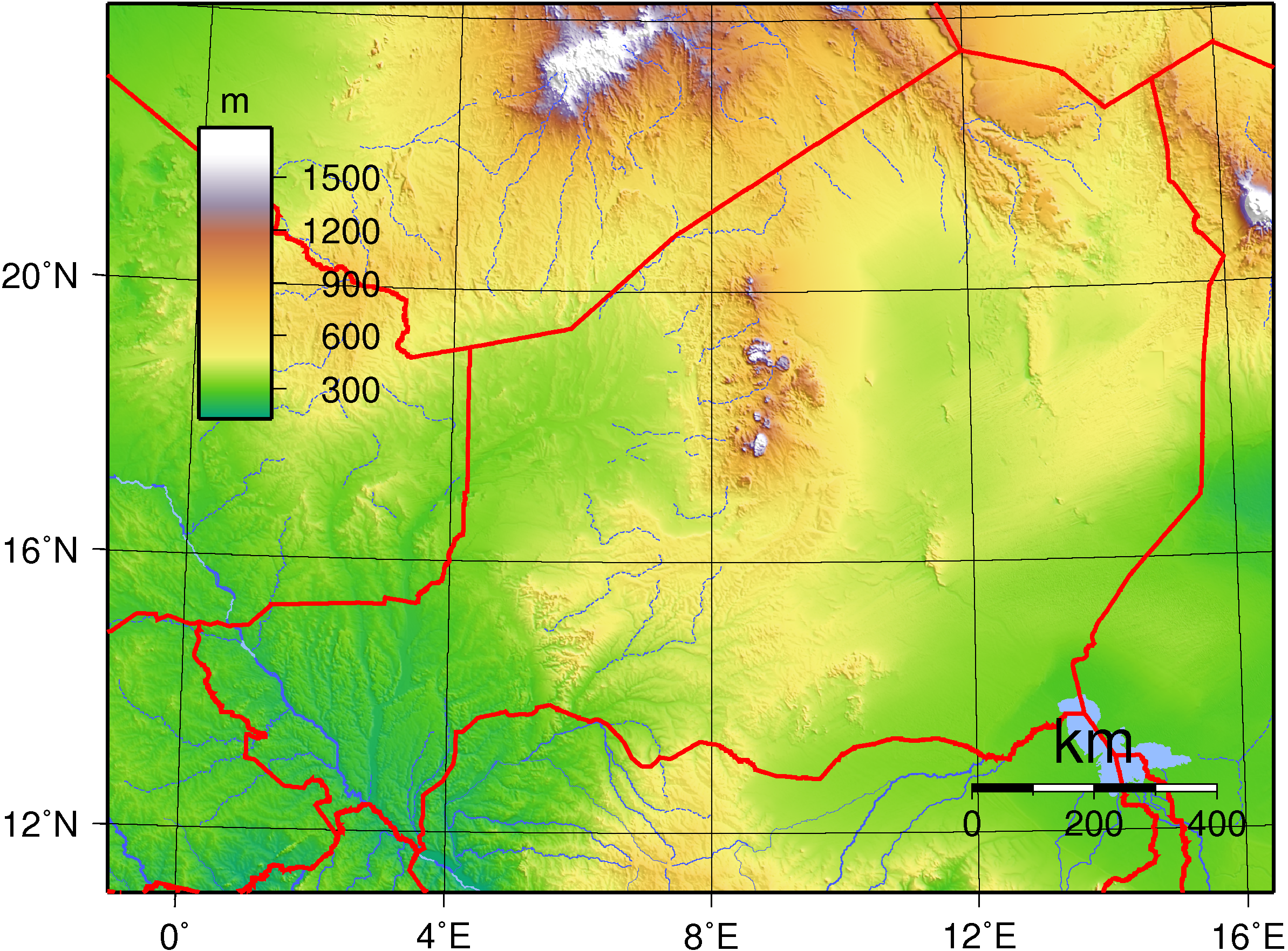
Topografia dello stato del Niger.

Il Niger (ufficialmente Repubblica del Niger, in francese République du Niger) è uno Stato senza sbocco al mare dell'Africa occidentale. Confina a nord-ovest con l'Algeria, a nord-est con la Libia, ad est con il Ciad, a sud con la Nigeria e il Benin e ad ovest con il Burkina Faso e il Mali. La capitale è Niamey. Il Paese prende il nome dal fiume Niger, che scorre attraverso la parte sud-occidentale del territorio. Il nome Niger, a sua volta, deriva dal termine gher n-gheren, che significa «fiume tra i fiumi» in lingua tamashek.

## Morfologia
Il Niger si estende per circa 1 200 km da nord a sud e per circa 1 460 km da est ad ovest. Tende ad avere una morfologia piuttosto monotona, intersecata da numerose depressioni e dominata da aridi altopiani nel nord. Le precipitazioni aumentano procedendo verso sud, tanto che il Paese può essere suddiviso grosso modo in tre zone distinte - una zona desertica nel nord, una zona intermedia, dove pastori nomadi si dedicano all'allevamento del bestiame, al centro, e una zona coltivata nel sud. È in questa zona meridionale che si concentra la maggior parte della popolazione, sia nomade che sedentaria.
Gli altopiani del nord sono intersecati dalle valli (kori) del massiccio dell'Aïr, che costituisce un prolungamento del massiccio dell'Ahaggar (Hoggar) dell'Algeria, e consiste in una catena montuosa che si estende da nord a sud nel centro del Niger, con raggruppamenti di montagne che formano «isole» separate: da nord a sud si susseguono i monti Tazerzaït, dove il Mont Gréboun raggiunge un'altitudine di 1 944 metri, Tamgak, Takolokouzet, Angornakouer, Bagzane e Tarouadji. Verso nord-est vi è una serie di altopiani che formano una sorta di ponte tra il massiccio dell'Ahaggar dell'Algeria e quello del Tibesti del Ciad. Da ovest ad est si hanno gli altopiani di Djado, Manguéni e Tchigaï.
Su ogni lato dell'Aïr si estendono le distese sabbiose del Sahara nigerino. Ad ovest la regione del Talak comprende le aree di Tamesna a nord (dove le valli dei fiumi fossili sono state colmate dalle dune di sabbia mobili) e di Azaoua a sud. Ad est dell'Aïr si trova la regione del Ténéré, coperta in parte da distese di sabbia (erg) e in parte da distese di massi (reg).
Gli altopiani del sud, che formano una fascia lunga circa 1 350 km, possono essere suddivisi in tre regioni. Ad ovest vi è la regione di Djerma Ganda, con le sue grandi vallate colmate dalla sabbia e i dallol (valli fossili di fiumi che costituivano affluenti del Niger in epoche passate) che scendono dall'Aïr e dall'Adrar degli Ifoghas del vicino Mali. La regione centrale è costituita dalle aree rocciose di Adar Doutchi e Majia; è la regione dei gulbi (valli inaridite di antichi affluenti del fiume Sokoto) e del Tegama - un tavolato di arenaria che termina, verso l'Aïr, con la scarpata di Tiguidit. Ad est il substrato roccioso riappare nelle regioni di Damagarim, Mounio e Koutous, a nord delle quali si trova la regione di Damergou, costituita da argille. Nella regione di Manga, ad est, compaiono tracce di antichi corsi d'acqua nella pianura sabbiosa.

## Idrografia

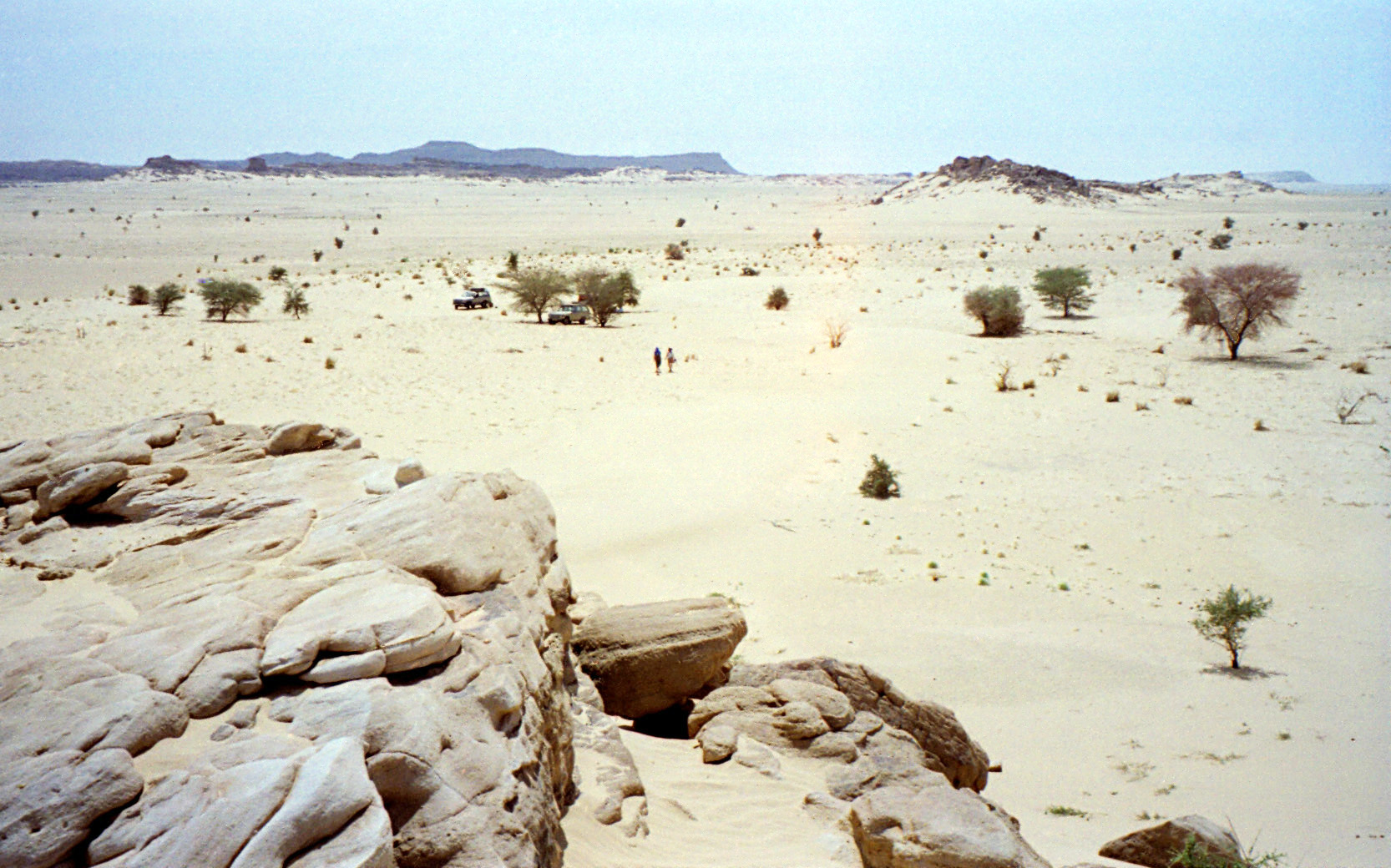
Il desolato paesaggio del Ténéré.

È utile fare una distinzione tra il sistema idrografico antico, che consentiva ad agricoltori, pescatori e pastori di vivere nella regione dell'Aïr circa 5000 o 6000 anni fa, e la più semplice rete idrografica attuale, che è alla base della marcata differenza paesaggistica tra le parti settentrionali e meridionali del Paese. Il sistema idrografico attuale è costituito ad ovest dal bacino del fiume Niger e ad est dal bacino del lago Ciad; tra i due si incontrano vestigia della scomparsa rete idrografica passata, come i dallol e i gulbi.
Ad ovest il fiume Niger attraversa circa 525 chilometri del territorio del Niger. A causa del cambiamento della portata, che si verifica a seguito della dispersione delle sue acque nella regione del delta interno del Mali, il fiume riesce a scorrere oltre Niamey solamente in gennaio e febbraio, quando è in piena. Negli altri periodi dell'anno esso è alimentato da alcuni corsi d'acqua temporanei provenienti dalla riva destra, il Gorouol, il Dargol, il Sirba, il Goroubi, il Diamangou, il Tapoa e il Mékrou; gli ultimi due scorrono attraverso il parco nazionale «W» (così chiamato perché il Niger scorre attraverso l'area formando una sorta di «W»). Sulla riva sinistra, procedendo verso est, si incontrano i dallol, i resti di antichi corsi d'acqua ormai prosciugati. Questi, che scorrono generalmente da nord a sud, costituiscono tuttora serbatoi di umidità, anche se sono pochi quelli che ancora apportano acqua al Niger. I più noti tra questi wadi sono il Dallol Bosso, il Dallol Foga e il Dallol Maouri. Altri resti di corsi d'acqua scomparsi sono i kori, che scendono dall'Aïr e dagli antichi affluenti che avevano le loro sorgenti nell'Adrar degli Ifoghas per andare a confluire in quello che oggi è lo wadi Ti-m-Meghsoï. Attualmente nessuno dei kori ha acqua nel suo letto, ma l'acqua è ancora presente sotto le loro sabbie. Altri resti dell'antica rete idrografica sono i gulbi, nei quali in certi periodi dell'anno scorre ancora dell'acqua, causando danni occasionali.
Ad est si trova il bacino del lago Ciad, un grande lago poco profondo che attualmente, nei periodi di massima estensione, copre una superficie di circa 14 475 km²; di questi, appartengono al Niger circa 1 650 km². La sua estensione si riduce notevolmente durante la stagione secca. Il fiume Komadougou Yobé, che si getta nel Ciad provenendo da ovest, delimita parte della frontiera tra Niger e Nigeria. Il livello delle acque del Ciad inizia a risalire in agosto: nel periodo che va da gennaio a maggio esso è costituito solamente da alcune pozze stagnanti.
Oltre al sistema idrografico descritto, non dobbiamo dimenticare i diversi bacini nei quali si va a raccogliere l'acqua piovana, formando laghi o pozze permanenti; questi si trovano a Keita e Adouna nella regione dell'Ader Doutchi, a Madarounfa nel gulbi di Maradi e a Guidimouni ad est di Zinder. In alcuni punti la falda freatica può essere sfruttata con la costruzione di pozzi artesiani.

## Clima

Mappa climatica del Niger.

Il Niger si estende a sud del tropico del Cancro e i due terzi settentrionali del suo territorio sono ricoperti da arido deserto. Nella parte meridionale del Paese il clima è del tipo noto come saheliano, caratterizzato da un'unica breve stagione delle piogge. In gennaio e febbraio l'equivalente continentale degli alisei di nord-est, l'harmattan, soffia verso sud-ovest dal Sahara verso l'equatore. Generalmente carico di polvere, arido e disidratante, l'harmattan ostacola le normali condizioni di vita ai margini meridionali del deserto. Da aprile a maggio gli alisei meridionali che soffiano dall'Atlantico raggiungono l'equatore e vengono dirottati verso il Sahara dove si scontrano con l'harmattan, portando alla formazione di una linea dei groppi e segnando l'inizio della stagione delle piogge. Le piogge durano da uno a quattro mesi, a seconda della latitudine; agosto è il mese più piovoso ovunque, tranne nell'estremo nord del Paese, dove le precipitazioni sono imprevedibili.
Il Niger si trova in una delle regioni più calde del globo. Le temperature aumentano da febbraio a maggio e diminuiscono durante la stagione delle piogge «invernale», innalzandosi di nuovo leggermente prima di toccare le medie minime annuali a dicembre o gennaio. A maggio (il mese più caldo), le temperature pomeridiane sono alte ovunque e vanno da un minimo di circa 42 °C a N'Guigmi sul lago Ciad a 45 °C a Bilma e Agadez, entrambe nel deserto settentrionale. A gennaio, le temperature pomeridiane si aggirano sui 35 °C nella maggior parte delle stazioni, ma di notte, nel deserto, possono scendere fino al livello di congelamento. L'escursione termica giornaliera è maggiore nella parte settentrionale del deserto che in quella meridionale, e diventa più estrema durante la stagione secca.
Le precipitazioni variano in base alla località e alla stagione. L'isoieta (la linea sulla mappa che collega i punti caratterizzati dalle stesse precipitazioni) di 250 mm segue una linea che da Tahoua a Gouré, segnando in effetti il limite settentrionale della regione abitata dai pastori nomadi, in quanto la pioggia consente ad una scarsa vegetazione di crescere. All'estremità meridionale del Paese l'isoieta di 750 mm segna il limite meridionale di questa zona, dopo la quale ha inizio il dominio delle terre agricole del sud. Nel corso della stessa stagione delle piogge le precipitazioni possono avere un andamento più irregolare per quanto riguarda la distribuzione sul territorio, mentre da un anno all'altro può variare anche la quantità totale di precipitazioni; inoltre, la stagione delle piogge stessa può iniziare prima o dopo, mettendo a repentaglio le colture.

## Flora e fauna

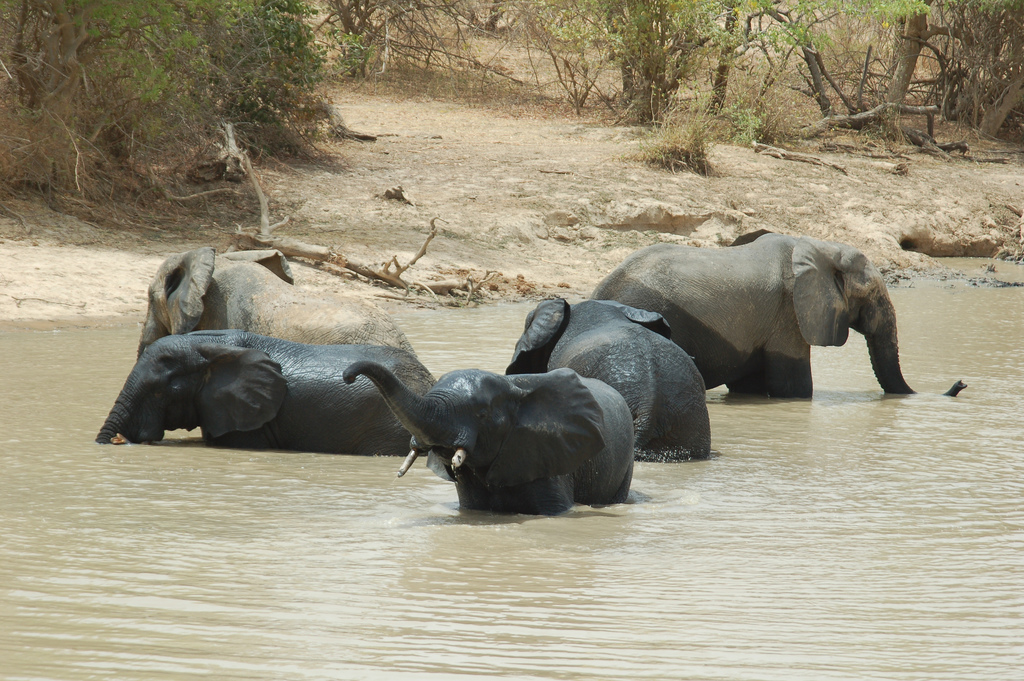
Elefanti nel parco nazionale «W».

La vegetazione della zona desertica si raggruppa attorno alle oasi, dove crescono la palma da dattero e il mais coltivato. Tra i rappresentanti della fauna, che qui devono essere in grado di sopportare la fame e la sete, figura il dromedario.
Nella zona del Sahel, dove compaiono la palma dum e il cram-cram (Cenchrus biflorus, un'erba spinosa), la vegetazione ha un ciclo vitale breve e viene sfruttata principalmente per il pascolo. Qui vivono lo struzzo e alcune specie di gazzella.
La vegetazione della zona coltivata comprende alberi di acacia, palme dum e palme Borassus, nonché baobab. La fauna selvatica, ormai in gran parte scomparsa, comprende antilopi, elefanti e facoceri; le giraffe sopravvivono nelle regioni di Ouallam e di Damergou, mentre sulle rive del Niger si trovano ancora ippopotami e coccodrilli. L'estremità sud-occidentale del Paese è una regione di savana dove si trovano baobab, kapok e tamarindi. La fauna originaria è protetta entro i confini del parco nazionale «W», dove si possono vedere antilopi, leoni, bufali, ippopotami ed elefanti.

## Insediamenti umani
La parte meridionale del territorio del Niger è situata nella vasta regione dell'Africa nota come Sudan, in cui, in passato, sorsero grandi stati, come l'impero del Ghana, l'impero del Mali e quello songhai, nonché gli stati hausa, l'impero di Sokoto e il regno del Bornu. La parte settentrionale del Paese, invece, è tuttora dominio dei tuareg. Il Paese comprende una moltitudine di regioni storiche, i cui nomi permangono ancora oggi nonostante l'istituzione di divisioni amministrative moderne. Tutte queste regioni storiche, comunque, non trovano una corrispondente controparte politica: la regione degli hausa, per esempio, è stata suddivisa in due dall'attuale confine tra Niger e Nigeria. Nella maggior parte delle regioni, inoltre, avvengono tutt'oggi contatti tra popoli diversi: ad esempio tra hausa e tuareg nella regione dell'Adar Doutchi, tra tuareg e kanuri in quella del Damergou e tra hausa e zarma (chiamati anche zerma o djerma) nell'area dell'Aréoua.
Circa un quinto della popolazione vive in città. La popolazione rurale comprende sia nomadi che abitanti sedentari. Nel Paese vi sono circa 10 000 villaggi, di cui circa la metà conta solo poche centinaia di abitanti; nella regione occupata dal deserto i villaggi sono praticamente assenti. I pastori fulani (o peul), allevatori di bovini, e tuareg, che invece allevano capre, pecore e dromedari, tendono a spostarsi, durante l'inverno, attraverso la regione settentrionale del Paese. Entrambi convergono nella regione di Ingall per consentire al bestiame di leccare il terreno ricco di sali minerali nei mesi di agosto e settembre, ma si spostano a sud durante la stagione secca. Sia i fulani che i tuareg vivono in gruppi tribali, in rifugi temporanei o portatili, e ricavano sussistenza dalle proprie mandrie. I fulani mangiano soprattutto latte e suoi derivati, mentre i tuareg vivono soprattutto di carne e datteri.
I popoli sedentari, come gli hausa, i songhai-zarma e i kanuri, che abitano i bacini del Niger e del Ciad, vivono in gran parte di agricoltura. Coltivano miglio, riso, mais, arachidi e cotone. Sono anche ottimi fabbri e calzolai, mentre sulle sponde del lago Ciad e del Niger i buduma e i sorko sono pescatori. I popoli sedentari vivono in abitazioni che variano da capanne fatte di paglia a quelle fatte di banco (fango indurito), sebbene i wogo vivano in tende costruite con delicati tappeti.
Attualmente i popoli nomadi tendono a sedentarizzarsi, mentre le popolazioni già sedentarie stanno espandendo le loro terre coltivate verso il nord. La vita rurale, soprattutto nella sua forma sedentaria, tende a rallentare il suo ritmo durante la lunga stagione secca: è proprio in questo periodo dell'anno che hanno luogo le migrazioni verso le città o gli altri Paesi.
Più o meno nel XV secolo vennero fondate città come Agadez o Zinder, luoghi di sosta o depositi lungo le rotte carovaniere transahariane. Con il progressivo sviluppo del commercio costiero, tuttavia, queste città del nord persero la loro importanza economica, mentre altri centri, come Birni N'Konni e Tessaoua, andarono in rovina durante il XIX secolo a causa dell'espansione coloniale europea.
In Niger vi sono quattro città principali. Niamey, la capitale, ha registrato una rapida crescita. È una città cosmopolita e ha una popolazione variegata. In essa convivono stili di vita rurali sia europei che africani, compresa tutta una serie di varianti intermedie, di cui quello degli évolués (africani istruiti) è il più caratteristico. Zinder, il cui nome africano è Damagaram, è una città più antica di Niamey; questa città hausa fu la capitale del Niger fino al 1926 e ospita numerosi abili artigiani, in particolare conciatori di pelli e tintori. La città ha registrato una certa crescita industriale e ha stretti legami con la Nigeria. Maradi, situata nel cuore della regione delle arachidi, vicino alla frontiera nigeriana, si è sviluppata rapidamente: molte aziende europee hanno stabilito filiali qui; la città è particolarmente rinomata per le sue capre rosse, le cui pelli vengono esportate in Europa e nelle Americhe. Tahoua si è sviluppata ai margini del deserto. È un grande mercato di bestiame dove si incontrano pastori e agricoltori. Tutte le città del Paese sono poco più che modesti centri amministrativi e commerciali, ma a seguito della scoperta di minerali di uranio Agadez ha registrato una crescita sorprendente.